# Безымено
Безымено — село Грайворонского района Белгородской области, центр Безыменского сельского поселения.

## География
Село находится в западной части Белгородской области, в 5,3 км по прямой к югу от районного центра, города Грайворона — на границе с Украиной. Застройка села вытянута c юго-востока на северо-запад вдоль малой реки Безымянки, левого притока Ворсклы.

## История
В 1800-е годы Грайворонской волости Грайворонского уезда «хутор Безъименный» — в 12 верстах от уездного города.
За несколько лет до отмены крепостного права из села Подол на благодатные земли, расположенные близ речки Безымянки, отселились три семьи государственных крестьян. Это были семьи Юрченко, Пащенко и Готкало. В 1862 году хутор состоял уже из 52-х дворов, в которых проживало 515 человек. Хутор назывался Безымянным.
После Октябрьского переворота, к 1930-м годам, хутор стал селом и сменил название на Безымено.
С июля 1928 года село Безымено — центр и единственный населенный пункт Безыменского сельсовета в Грайворонском районе ЦЧО. В Безымено образовалось два колхоза: середняки создали колхоз «Наш труд», бедняки – колхоз «Червона степ».
В 1931 году была организована Грайворонская машинно-тракторная станция, при которой открылись курсы трактористов.
В 1932 году произошло объединение двух колхозов в один – «Общий труд» (380 дворов и 3881 га пахотной земли).
В 1939 году вновь происходит разделение хозяйства на 2 колхоза: колхоз им. Кирова  и колхоз «Парижская коммуна».
В годы Великой Отечественной войны территория села была оккупирована с октября 1941 по август 1943 года.  Прямые боевые действия на территории села не велись. Оккупанты в селе появлялись наездами, забирали у селян продукты, а молодёжь увозили на работу в Германию (всего было отправлено 43 человека). В селе не было ни разрушений строений, ни расстрелов населения.
В 1950 году в селе были построены 2 птицефермы, сараи для скота, овцеферма. В колхозе им. Кирова была пасека. В 1953 году колхоз «Парижская Коммуна» вошёл в состав колхоза им. Кирова.
С декабря 1962 года село Безымено — центр Безыменского сельсовета в Борисовском районе.
В 1975 году в Безымено появилась асфальтированная дорога. В 1987 году было завершено строительство нового здания средней школы (на 340 мест). В 1995 – 1998 годах село газифицировано. Колхоз выстроил две фермы: молочно-товарную и свиноферму.
В октябре 1989 года Безыменский сельсовет, по-прежнему состоявший из одного села Безымена, возвратился во вновь образованный Грайворонский район.
В 1997 году село Безымено — центр и единственный населенный пункт Безыменского сельского округа Грайворонского района.
В 2014 году обновлены два переезда через реку Безымянку, соединяющие обе улицы села — Октябрьскую и Первомайскую.

## Население
В 1884 году хутор насчитывал 118 дворов и 790 жителей (387 мужского и 403 женского пола).
В 1931 году в Безымене было 2075 жителей.
На 17 января 1979 года в селе Безымене — 991 житель, на 12 января 1989 года — 875 (398 мужчин, 477 женщин).
В 1997 году село Безымено состояло из 323 домовладений, 957 жителей.
| 2002 | 2010 | 2012 | 2013 | 2014 | 2015 | 2016 |
| ---- | ---- | ---- | ---- | ---- | ---- | ---- |
| 952  | ↘841 | ↘814 | ↘813 | ↘805 | ↗807 | ↘794 |
| 2017 | 2018 |      |      |      |      |      |
| ↗804 | ↗805 |      |      |      |      |      |

## Культура
На территории села с 1970 года работает Дом культуры (до этого в селе был сельский клуб). С 2007 года он получил статус модельного. На ремонт было выделено 4,7 млн .руб.  В учреждении культуры работает  6 человек. За 2014 год было проведено 450 культурно-досуговых мероприятий.

## Интересные факты
- Развитие ремёсел в селе получило отражение в области ономастики. Семейные имена хуторян отражали род занятий (лозоплетение, кузнечное дело, прядение, мастерство вышивальщиц, сапожное ремесло). Например, Перепечай – «перепеча» – пекли особый хлеб, Бондари занимались бондарным делом, Солодовники изготовляли солод, Бражники варили брагу, Токари занимались токарным делом, Колесники делали колеса, и т.д.[3]